# Cervejaria Bitburg
A Cervejaria Bitburg (em alemão:  Bitburger Brauerei Th. Simon GmbH) é uma das maiores cervejarias da Alemanha.

## Grupo Bitburg
O Grupo Bitburg (marcas Bitburg, König Pilsener, Köstritzer, Licher e Wernesgrüner) produziu 7.010 milhões de hL em 2016, sendo que no mercado Alemão foram vendidos 6.481 milhões de hL. As Exportações foram de 529 milhões de hL.
| Ano  | Vendas mercado Alemão | Vendas mercados Exportação |
| ---- | --------------------- | -------------------------- |
| 2009 | 6.902 M hL            | 418 M hL                   |
| 2010 | 7.000 M hL            | 414 M hL                   |
| 2011 | 7.050 M hL            | 450 M hL                   |
| 2012 | 6.983 M hL            | 507 M hL                   |
| 2013 | 6.900 M hL            | 500 M hL                   |
| 2014 | 6.700 M hL            | 500 M hL                   |
| 2015 | 6.600 M hL            | 476 M hL                   |
| 2016 | 6.481 M hL            | 529 M hL                   |

### Marcas

#### Bitburg
É a terceira maior maior marca de cerveja Alemã, com 3,590 milhões de hectolitros produzidos (em 2015).
| Ano  | Produção em Milhões de hL |
| ---- | ------------------------- |
| 2009 | 3.850M hL.                |
| 2015 | 3.590M hL                 |

## Ver também

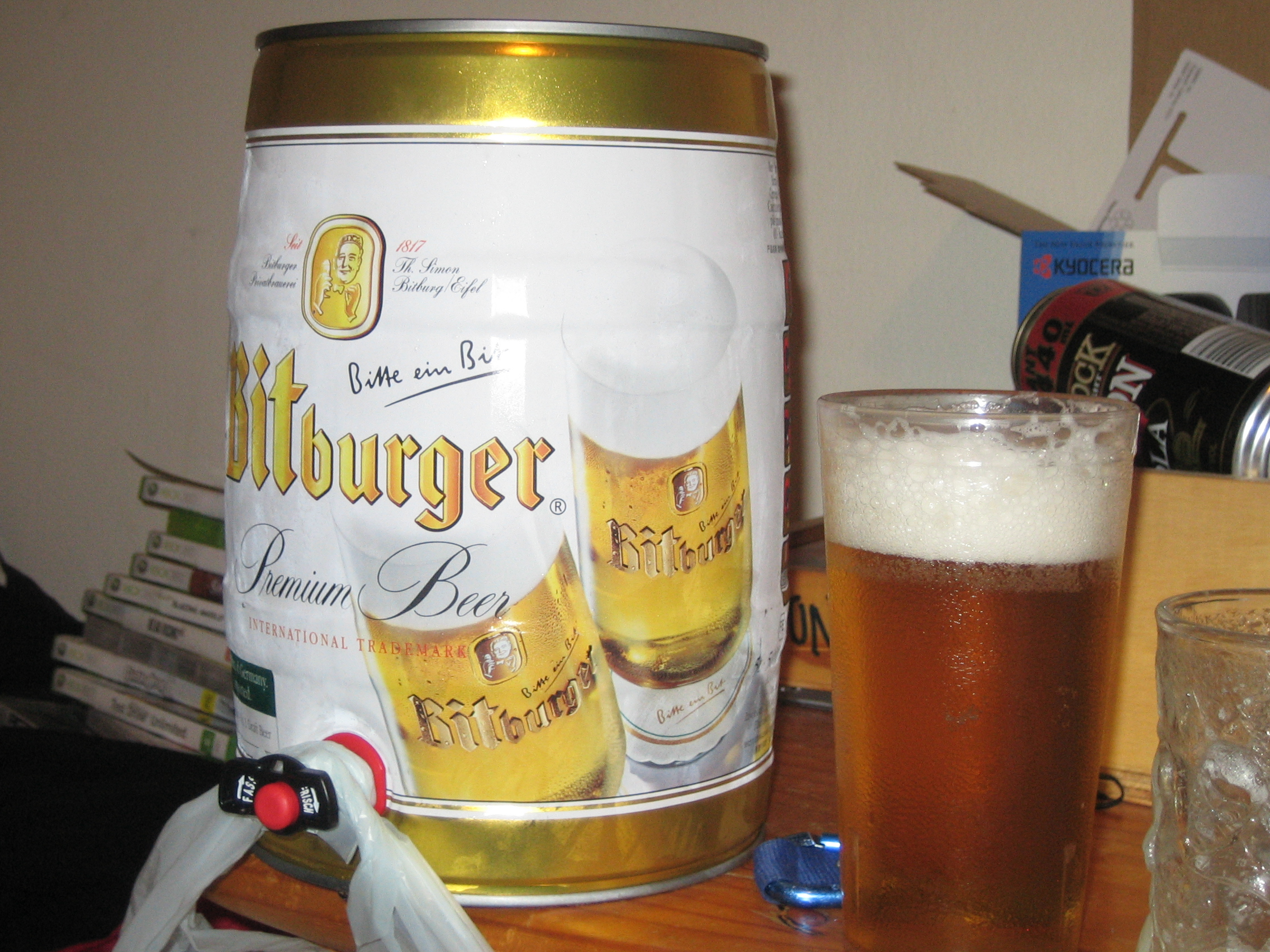
Bitburger 5 litros